# جان همفیل
جان همفیل (به انگلیسی: John Hemphill) سناتور سابق عضو حزب دموکرات ایالات متحده آمریکا بود. وی در سال ۱۸۵۹ تا ۱۸۶۱ میلادی سناتور ایالت تگزاس در سنای ایالات متحده آمریکا بود.